# ليم نا يونغ
ليم نا يونغ (بالكورية: 임나영)‏ هي ممثلة ومغنية ومغنية راب كورية جنوبية. ولدت يوم 18 ديسمبر 1995 في سول في كوريا الجنوبية.

## روابط خارجية
- ليم نا يونغ على موقع IMDb (الإنجليزية)
- ليم نا يونغ على موقع ميوزك برينز (الإنجليزية)
- ليم نا يونغ على موقع ديسكوغز (الإنجليزية)
- ليم نا يونغ على موقع قاعدة بيانات الفيلم (الإنجليزية)